# Vịt bầu Minh Hương
Vịt bầu Minh Hương, còn gọi là vịt suối, là một giống vịt bầu bản địa có từ lâu đời ở xã Minh Hương, huyện Hàm Yên, tỉnh Tuyên Quang. Thịt vịt khi chế biến có tiếng hương vị thơm ngon, đặc trưng, được nhiều người biết đến. Nhãn hiệu vịt bầu Minh Hương được Cục Sở hữu trí tuệ, Bộ Khoa học và Công nghệ cấp Giấy chứng nhận theo Quyết định số 76136/QĐ-SHTT ngày 2/12/2015. Món ăn chế biến từ vịt bầu Minh hương Hàm được đề cử Top 100 món ăn đặc sản Việt Nam 2016.

## Chăn nuôi vịt tại Minh Hương
Là một xã miền núi, Minh Hương có hệ thống khe, suối trên 17 km; ao hồ trên 60 ha, nguồn nước trong sạch, là địa bàn xã có tiểu vùng khí hậu phù hợp và thuận tiện cho phát triển chăn nuôi vịt. Do vịt sống chủ yếu tại suỗi nên người dân địa phương gọi vịt bầu Minh Hương là vịt suối.
Vịt bầu là giống vịt có từ lâu đời ở vùng núi, nên vịt sinh trưởng và phát triển tốt trong điều kham khổ. Khả năng sử dụng tốt các loại thức ăn thô, nghèo dinh dưỡng, các loại côn trùng, các loại sinh vật trong tự nhiên; thức ăn cho vịt ngoài cám, thóc, còn là tôm, cua, ốc dưới suối nên cho sản phẩm thịt có độ dinh dưỡng cao, vị thơm, ngon; khả năng chống chịu bệnh tốt.
Hiện tại, toàn xã có 40.000 con, tương ứng với 80 tấn thịt vịt. Nuôi vịt bầu Minh Hương cho hiệu quả cao gấp hai lần so với các loại vịt khác, và lài thu nhập chính và ổn định của 40% hộ dân xã Minh Hương. 

## Một số đặc điểm
Vịt có mỏ, cánh, chân ngắn, có màu vàng đều; lông vằn; con đực có một lớp lông xanh dưới cánh và cổ... Con trưởng thành nặng 1,8 – 2 kg. Vịt bầu đực đầu xanh biếc, nặng 2 kg.
Vịt nuôi sinh sản, có tuổi đẻ từ 23 – 26 tuần tuổi khi đạt 2,2 – 2,4 đối với vịt trống và 2,0 – 2,2 đối với vịt mái. Năng suất trứng đạt 80 quả/mái/20 tuần đẻ, khối lượng trứng đạt  70-80 gram/quả, tiêu tốn thức ăn/10 quả trứng 4,0- 4,5 kg.  Khi ấp nở, tỷ lệ trứng giống đủ tiêu chuẩn giống đạt 95% so với tổng số trứng đẻ ra, tỷ lệ ấp nở bình quân đạt 80% so với số trứng đem ấp bằng máy nhân tạo.

## Thương hiệu
Trong dân gian thường truyền nhau câu nói "Nếu lên Hàm Yên mà chưa thưởng thức đặc sản Vịt bầu Minh Hương thì coi như chưa đến"; và vịt Minh Hương là vật nuôi được xếp vào loại "tứ đại gia" trong ngành nông nghiệp của huyện miền núi Hàm Yên với câu ca "nhất keo, nhì cam, tam trâu, tứ vịt". Món ăn được chế biến từ Vịt bầu Minh Hương nghiễm nhiên trở thành thương hiệu từ lâu. Hiện nay, vịt đã được xuất bán tại nhiều tỉnh thành, và những trung tâm lớn của miền Bắc.
Nhãn hiệu vịt bầu Minh Hương được Cục Sở hữu trí tuệ, Bộ Khoa học và Công nghệ, cấp Giấy chứng nhận đăng ký nhãn hiệu số 255320 cho Nhãn hiệu tập thể "Vịt bầu Minh Hương" theo Quyết định số 76136/QĐ-SHTT ngày 02/12/2015; chủ Giấy chứng nhận là Hợp tác xã Nông lâm nghiệp Bằng Tiến, thôn 5 - Minh Tiến, xã Minh Hương, huyện Hàm Yên, tỉnh Tuyên Quang.
Vịt có thể chế biến thành món luộc, quay, hấp hoặc om với sấu, rang muối, sào sả ớt chua cay. Đặc biệt, món vịt bầu Minh Hương xôi trõ cùng với gạo nếp được người dân trong xã coi đây như một món ăn truyền thống của người dân bản địa. Món ăn từ vịt được Ủy ban nhân dân tỉnh đề cử Top 100 món ăn đặc sản Việt Nam 2016.
Cách chế biến vịt bầu Minh Hương xôi trõ:
- Vịt đạt 1,8 đến 2,2 kg làm sạch. Lựa chọn các gia vị: rau răm, sả, tỏi thái nhỏ trộn lẫn với nhau, tra thêm mì chính, muối vừa đủ. Cho toàn bộ gia vị trên cho vào trong bụng vịt để xôi. Trước khi xôi, lấy 1 kg gạo nếp thơm đã được ngâm và đãi sạch cho vào trõ trước, sau đó đặt vịt lên trên và cho lên bếp để xôi trong khoảng 30-35 phút là chín. Cuối cùng, vớt vịt ra, để nguội bớt rồi chặt xếp vào đĩa và.
- Ăn kèm với vịt xôi, là nước chấm được pha chế: Lá húng rừng thái nhỏ + mì chính + muối hoặc magi pha với nhau.